# 马王塘站
马王塘站是一个沪昆铁路上的铁路车站，位于浙江省嘉兴市马桥街道，目前为四等站，邮政编码为314012。车站建于1950年，2006年1月16日起停办客运业务。目前车站不办理客货运业务。车站设有长5千米的专用线通往嘉兴机场:165，建于1953年，1990年代后通过专用线的列车逐渐减少:461。